# Македонці
Македо́нці (мак. Маке́донци, Makedonci) — південнослов'янський народ, представники якого проживають у Північній Македонії, Греції, Сербії та інших країнах. Загальна чисельність близько 2 млн. Мова — македонська. Більшість віруючих — православні, торбеши — мусульмани.
Македонське місто Охрид у стародавності було центром слов'янської писемності та культури — зокрема, саме відтіля родом був святий Климент Охридський, що створив класичний варіант кирилиці. Багато сучасних болгарських істориків і лінгвістів займають позицію невизнання македонців окремою нацією. Після Балканських та двох світових воєн, територія Македонії опинилася в різних державах: в Югославії, Болгарії та Греції. Після проголошення незалежності Північною Македонією, виник конфлікт з Грецією, щодо назви держави та назви народу, болгари також не визнають македонців окремою нацією.

## Походження
Генетичний характер сучасного македонського народу говорить про те, що нинішні македонці виникли як продукт змішання корінного населення Балкан (стародавні македонці та ін) зі слов'янськими племенами, які з'явилися на території Македонії на початку VII століття. Підтвердження цієї версії можна знайти в різних антропологічних та генетичних дослідженнях, які констатують, що в сьогоднішніх македонців близько 70 % слов'янських генів, а інші 30 % характеризуються як генетичний матеріал народів, що населяли ці місця до приходу слов'ян.
- «Арійська» гаплогрупа R1a, типова для слов'ян: у материкових греків — від 31,1 % до 45,6 %, у македонців — 15,2 %. Для порівняння, у західних слов'ян поляків — 56,4 %, у східних слов'ян - від 47 % до 59 %.
- Східно-середземноморська («мінойська») гаплогрупа J: у материкових греків — від 26,5 % до 29,9 %, у греків-критян — 38,9 %, у македонців — 6,3 %. Для порівняння, у поляків — 1 %.
- Південно-європейська гаплогрупа I2 (присутня у дослов'янському населенні Балкан[джерело?]): у материкових греків — від 33,8 % до 39,5 %, у македонців — 29 %. Для порівняння, у албанців (їх вважають прямими нащадками стародавніх іллірійців) — 23,6 %. Але при цьому I2 є в усіх слов’ян. Вона в них ще від трипільців[джерело?].
- «Афразійська» гаплогрупа E: у материкових греків — від 20,8 % до 31,6 %, у македонців — 24,1 %. Для порівняння, у поляків — 4 %, у ашкеназів — 22,8 %, у сомалійців — 83 %.

## Культура
Культура македонців включає в себе як традиційні елементи, так і елементи сучасного мистецтва. Вона сильно пов'язана з рідною землею. Багата культурна спадщина македонців помітна в народній творчості, розкішних традиційних національних костюмах, прикрасах і орнаментах на міських і сільських будинках, в самобутньому архітектурному стилі, монастирях і церквах, іконах, різьбі по дереву, літературних творах та ін.
Сучасні македонці вважають Македонію колискою слов'янської писемності і культури, а місто Охрид — Єрусалимом православ'я. У Північній Македонії є думка, що саме в географічній області Македонії була створена перша слов'янська абетка і проведена перша кодифікація старослов'янської мови. Це трапилося в той час, коли географічна область Македонія була частиною Першого Болгарського царства під управлінням болгарського кана Бориса, у хрещенні — Михайло, Хрестителя Болгарського народу, в тому числі і уродженців географічної області Македонія.
Прозовий фольклор македонців задокументовано й видано — є декілька його багатотомних зібрань авторства Т. Вражиновського, М. Кітевського.

## Мова
Македонська мова належить до південнослов'янських мов. Македонське місто Охрид, під час князя Михайла, царя Симеона був центром слов'яно-болгарської писемності та культури — зокрема, саме звідти родом був середньовічний болгарський просвітитель святий Климент Охридський, згідно з літописом, який створив класичний варіант кирилиці. Літературна македонська мова більш схожа на болгарську і трохи на сербську мови, але в македонській мові відбулися деякі граматичні та лексичні зміни, що відрізняють її від літературної мови сусідніх слов'янських народів (інша форма перфекта, інші визначені артиклі, інші правила вживання дієслівних часів та ін.). Незважаючи на це, західно-європейські мовознавці, а також більшість болгар не визнають існування самостійної македонської мови, відмінної від болгарської, і вважають її говором або варіантом цієї мови.

## Македонське питання

### Точка зору, що переважає в Північній Македонії
Македонці є слов'янським народом, що розмовляють окремою македонською мовою і відносяться до південних слов'ян, які населяють Балкани. Вони становлять більшість в Північній Македонії, та зазнають утисків в Болгарії, Греції, Албанії та Сербії. Сучасні македонці є нащадками стародавніх македонців та слов'ян що переселились на Балкани.
Слов'янські діалекти, на яких розмовляють в Македонії є діалектами македонської мови. Носії цих діалектів, як у Болгарії, так і в Греції, Албанії є частиною македонського етносу, що опинилися під тиском і асиміляцією, насамперед у Болгарії і Греції. Вони знаходились під державною пропагандою: заборонялося вчитися македонською мовою, та заборонялися політичні партії македонської меншості.
Це є офіційною позицією Північної Македонії і позицією науковців країни, яку розділяють більшість населення Північної Македонії.
Докладніше: Македонський націоналізм

### Точка зору, що переважає в Болгарії
Македонці не є народом, вони є населенням регіону (як і шопи, добруджанці, тракійці, тесалійці), тому вони мають різну національність і розмовляють різними мовами.
Слов'янські діалекти, на яких розмовляють на території Македонії є діалектами болгарської мови, а варіант, яким розмовляють у Північній Македонії — «Македонська літературна мова» є регіональною формою і діалектом болгарської мови. Носії цих діалектів — як в Північній Македонії, так і в Греції, Албанії — є частиною болгарського етносу, навіть ті, хто не вважають себе болгарами, бо опинились під політичною пропагандою сербів і греків.
Це є офіційною позицією Республіки Болгарія і позицією болгарських науковців, яку розділяють більшість болгарського населення.

### Точка зору, що переважає в Греції

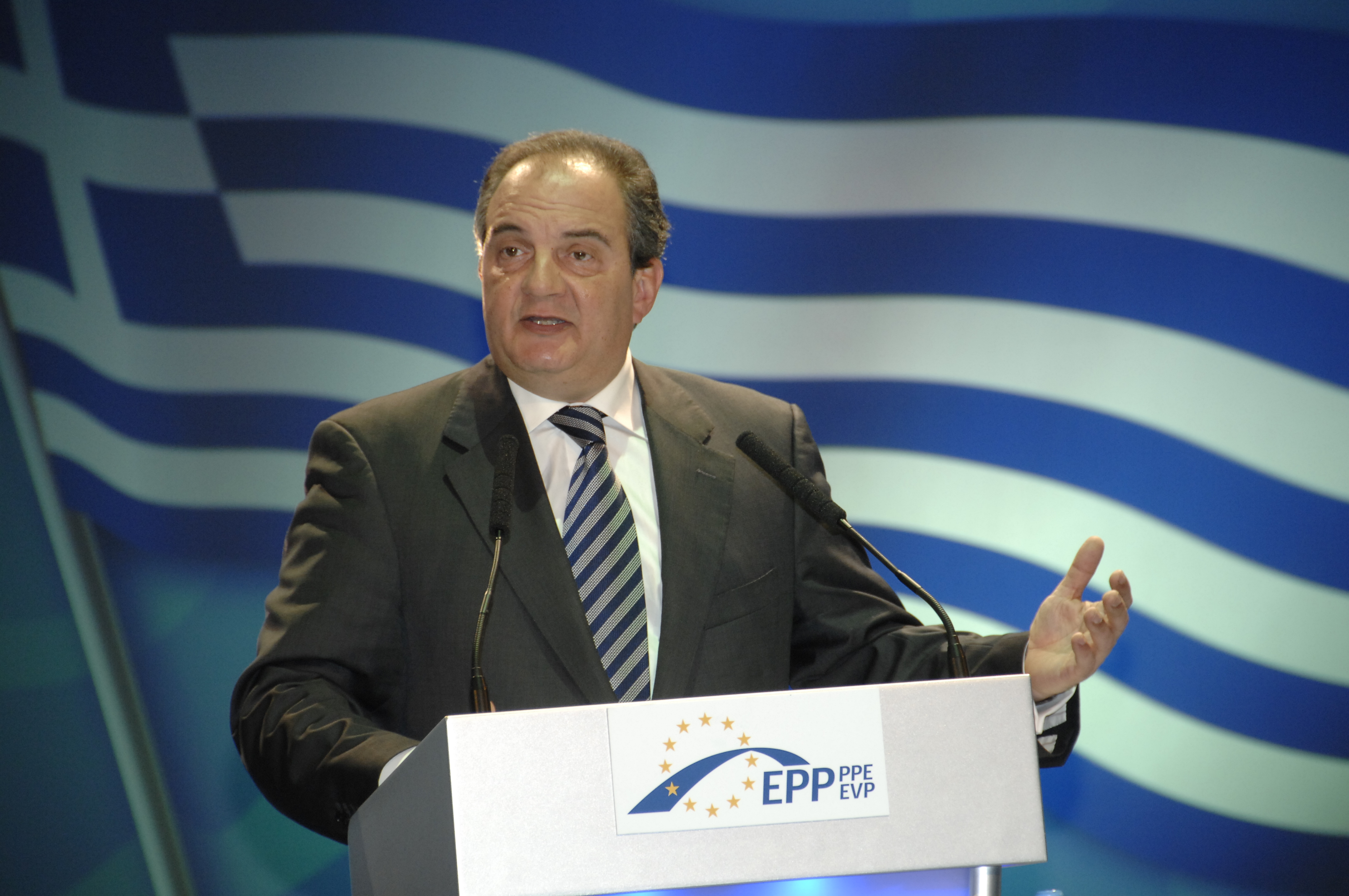
«Я є македонцем, як і 2,5 мільйони греків», — Костас Караманліс, прем'єр-міністр Греції

Македонцями можуть називатися виключно мешканці Стародавньої Македонії та їх нащадки. Оскільки за грецькою історіографією стародавні македонці є греками, їх нащадками є тільки сучасні греки — македонці (Έλληνες Μακεδόνες), незалежно від того чи розмовляють вони грецькою мовою чи є слов'яномовними.
Слов'янське населення Північної Македонії офіційні Афіни та всі греки взагалі називають слов'яномакедонцями (Σλαβομακεδόνες), також використовується термін «болгароскоп'яни» (Βουλγαροσκοπιανοί) або «скоп'яни» (Σκοπιανοί) (за ім'ям столиці РМ Скоп'є).
Мову, якою розмовляють у Північній Македонії, називають «скоп'янська мова» (Σκοπιανή γλώσσα), «болгарський діалект» (Βουλγαρική διάλεκτος), або «славомакедонська мова» (Σλαβομακεδονική γλώσσα).

## Відомі македонці

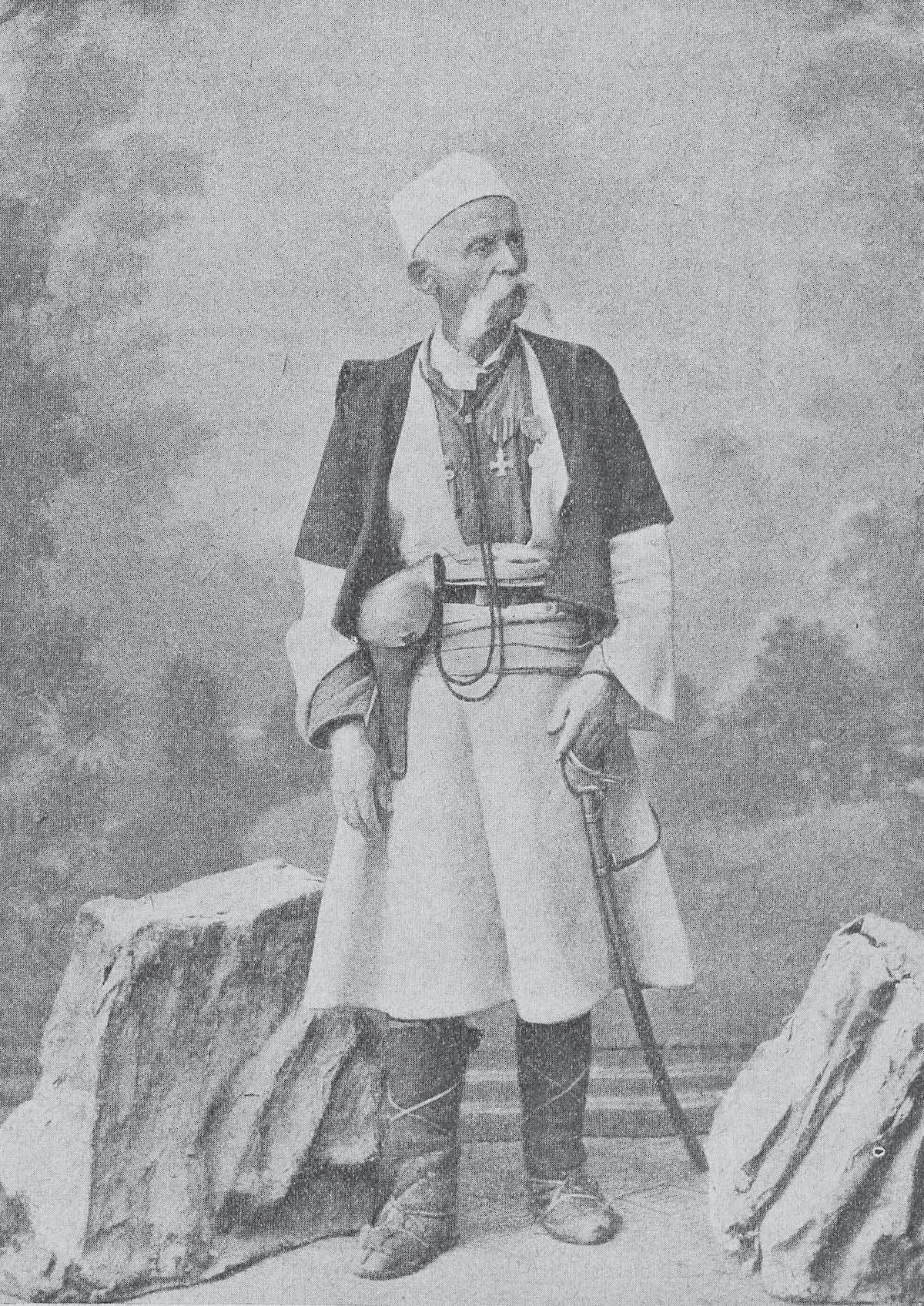
Ґеорґі Пулевскі,[33] перший автор, який виокремив македонців із інших етнічних груп.
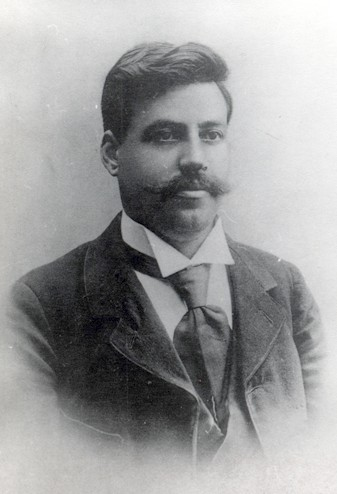
Гоце Делчев,[34] революціонер, який представляв ВМОРО, вважається національним героєм Болгарії та Північної Македонії.
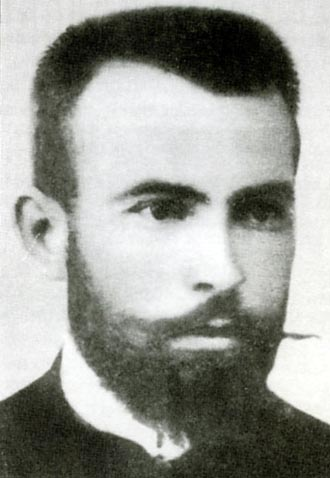
Крсте Петков Місірков,[33] філолог, який першим визначив засади македонської мови.
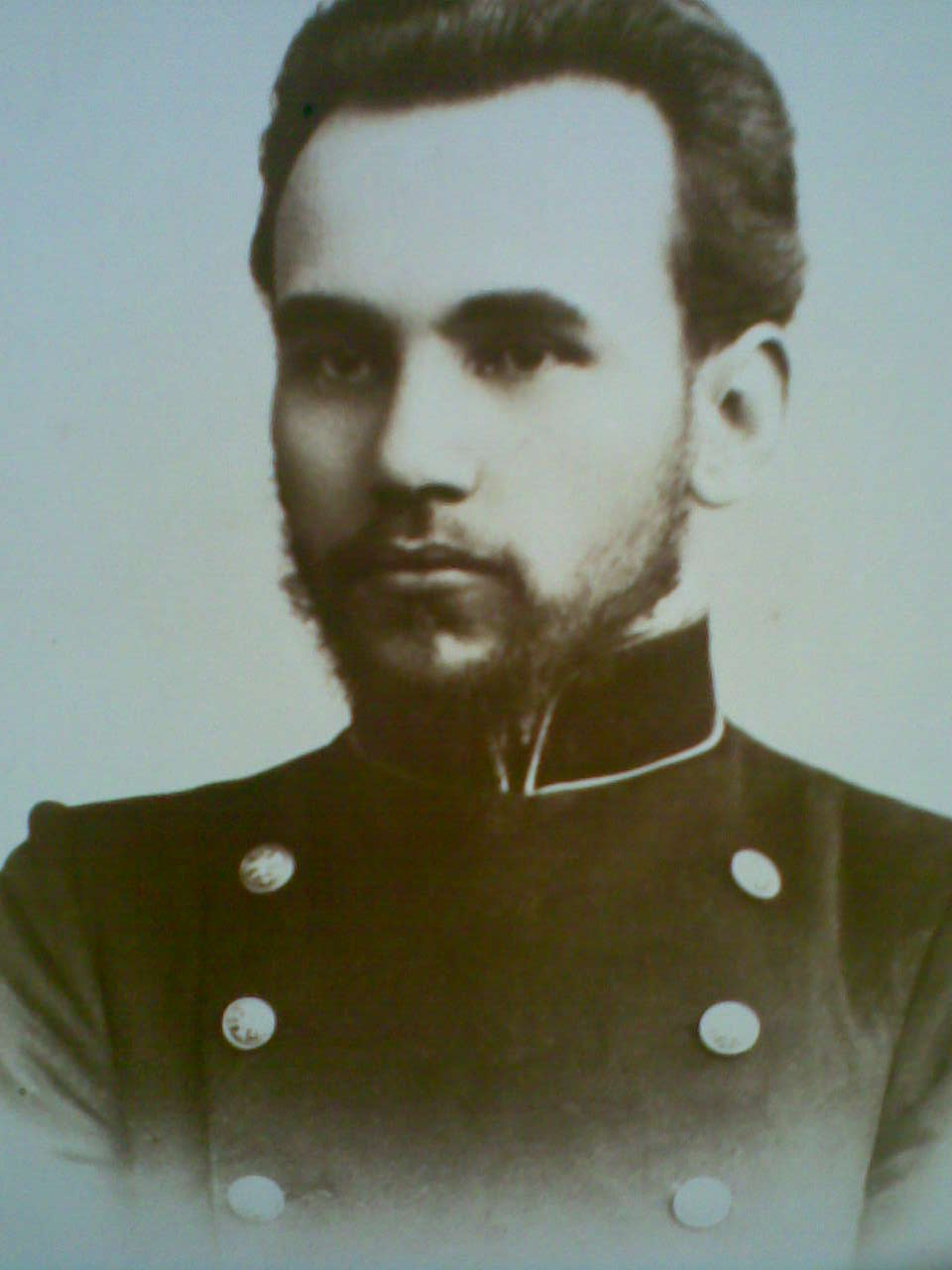
Дімітрія Чуповскі, письменник і дослідник у галузі лексикографії.
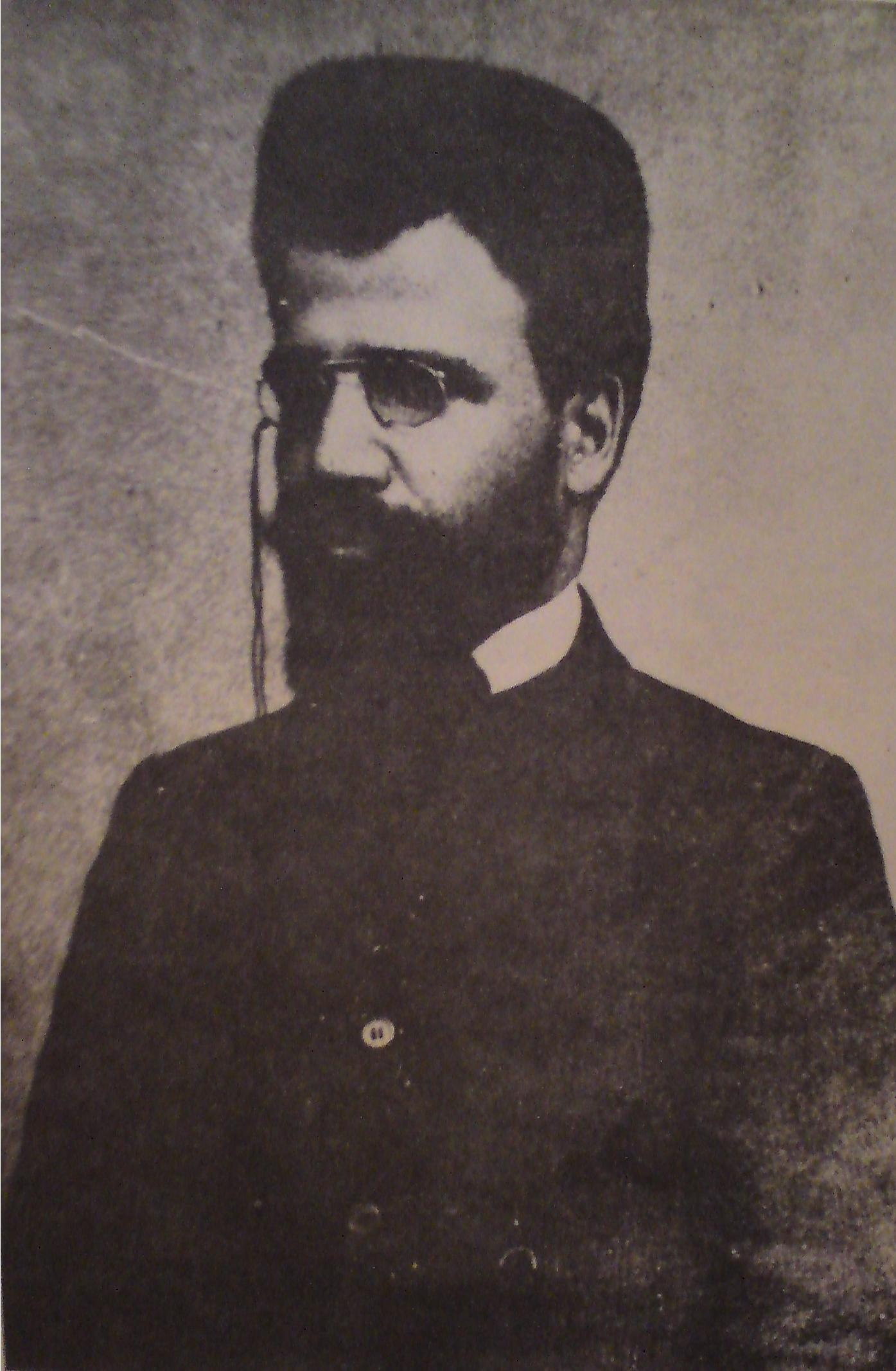
Дімітар Влахов,[33] політичний діяч, активно працював над визнанням Македонії як окремої нації в Комінтерні.
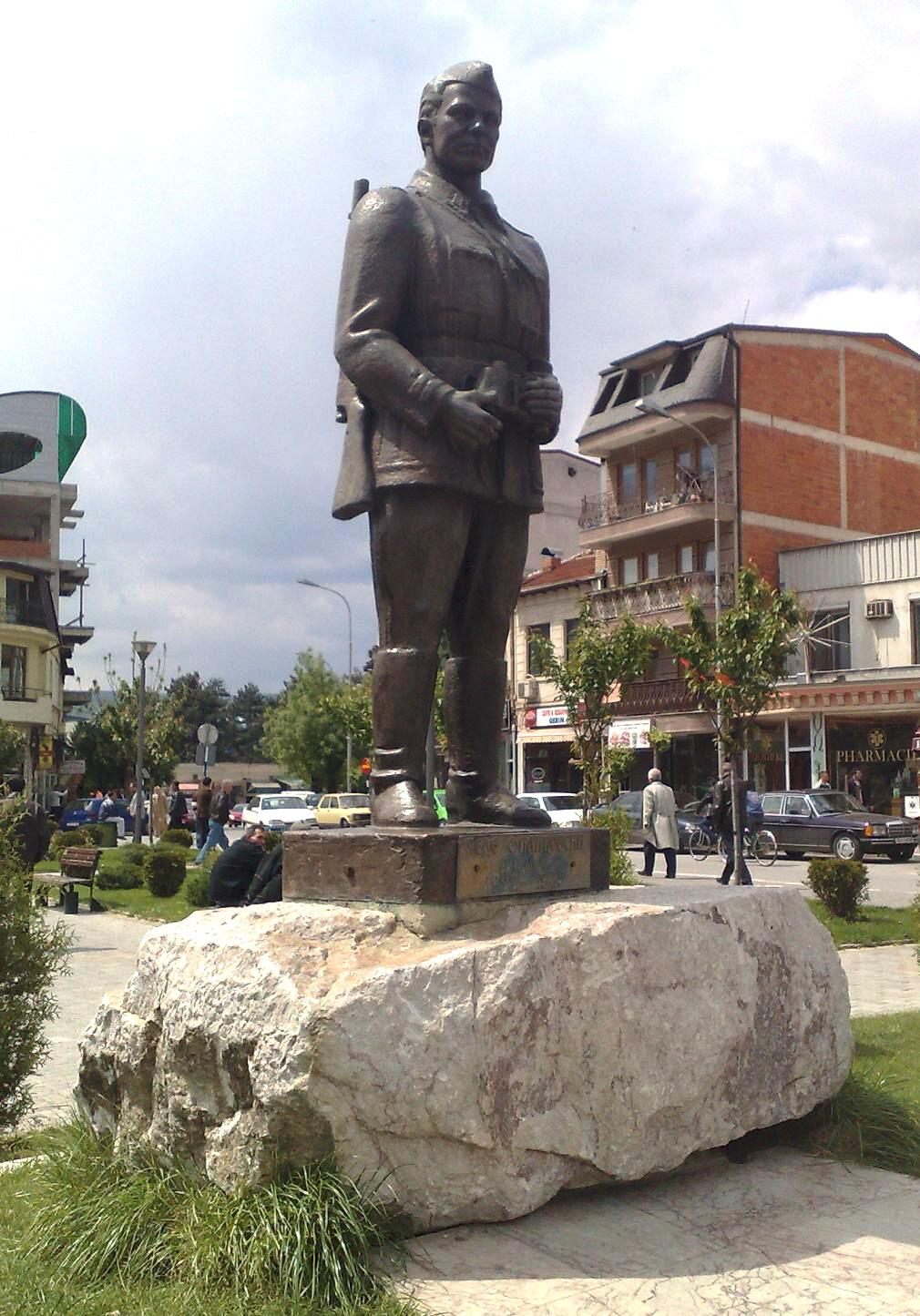
Чеде Філіповскі-Даме, македонський партизан періоду Другої світової війни (на світлині: Меморіал Даме в Гостиварі, Македонія).
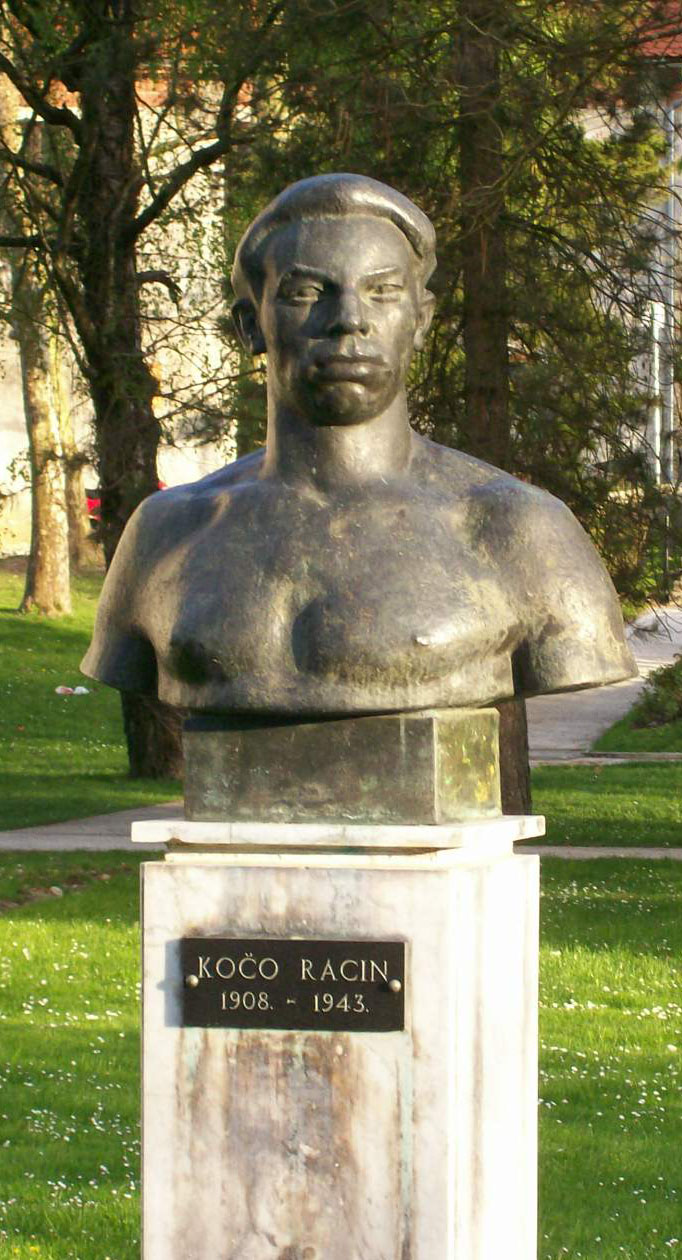
Кочо Рацин, поет і революційний діяч (На світлині: Меморіал Кочо Рацину в Самоборі, Хорватія).
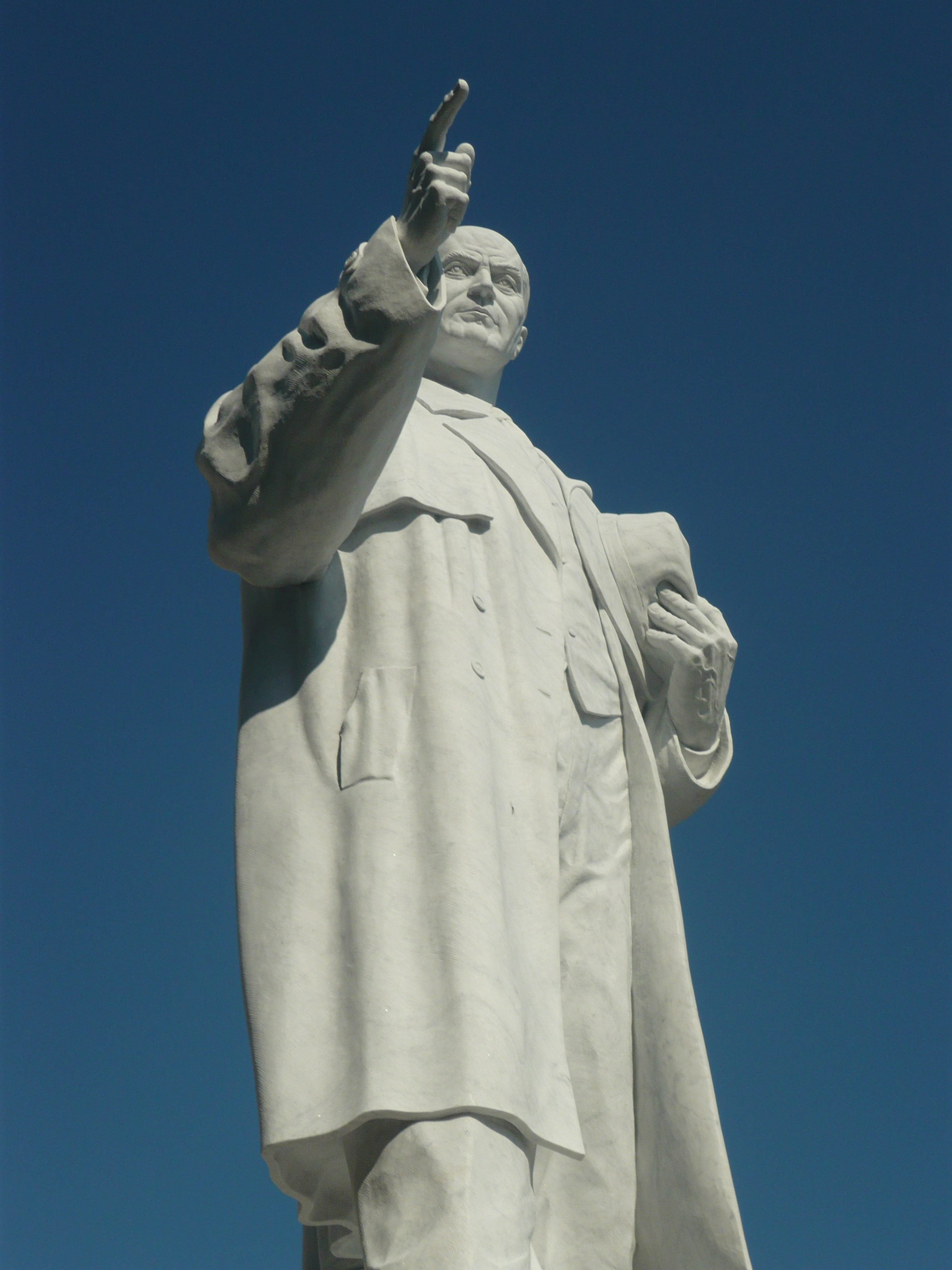
Методія Андонов-Ченто, політик і перший президент АСНОМ
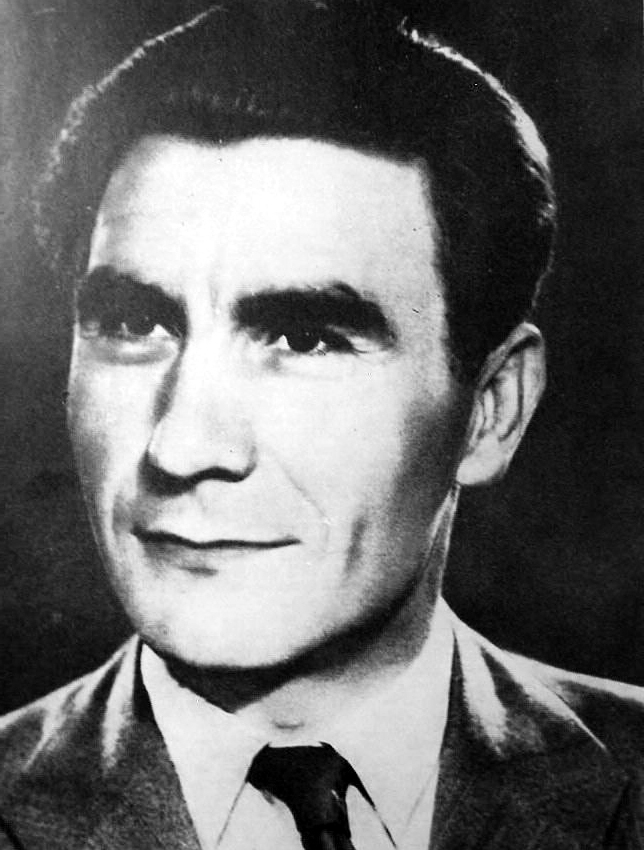
Лазар Колішевський, політичний діяч, керівник АСНОМ і СФРЮ.
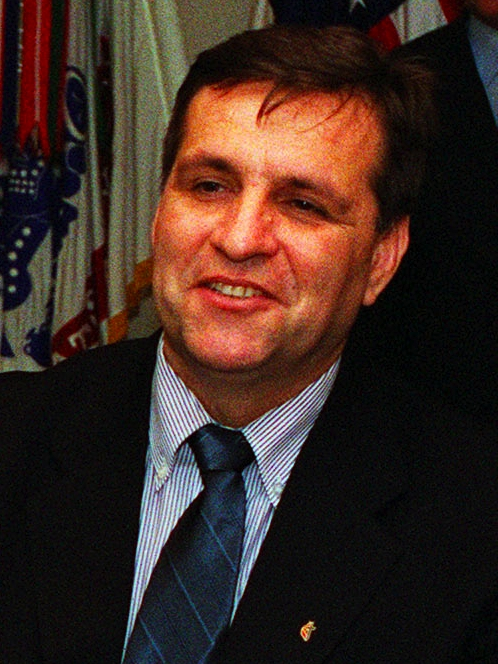
Борис Трайковський, другий президент Північної Македонії.
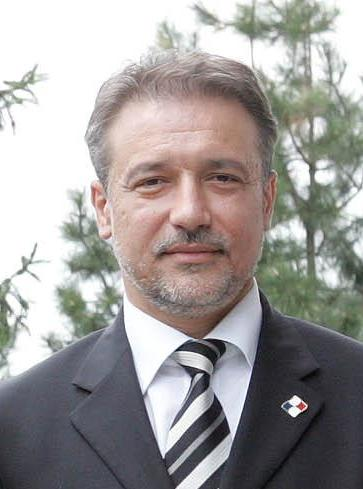
Бранко Црвенковський, політичний діяч, кілька разів займав посаду прем'єр-міністра і президента Північної Македонії.
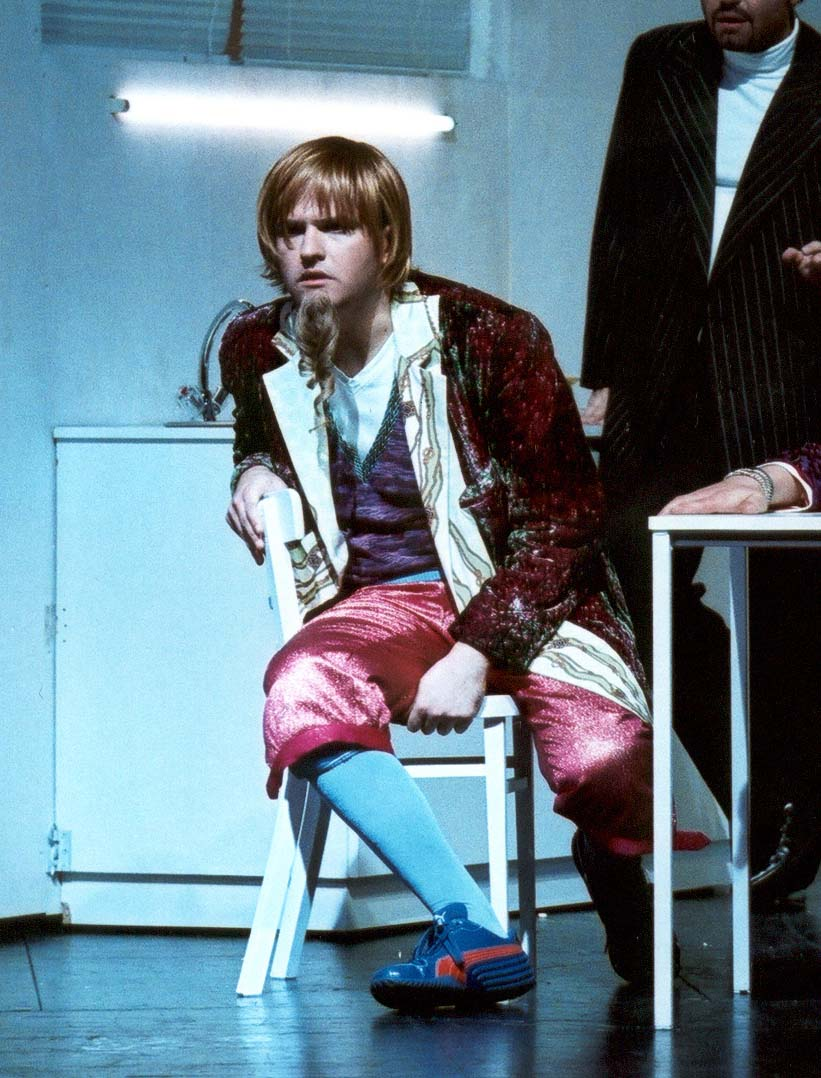
Благой Нацоскі, оперний співак, тенор.
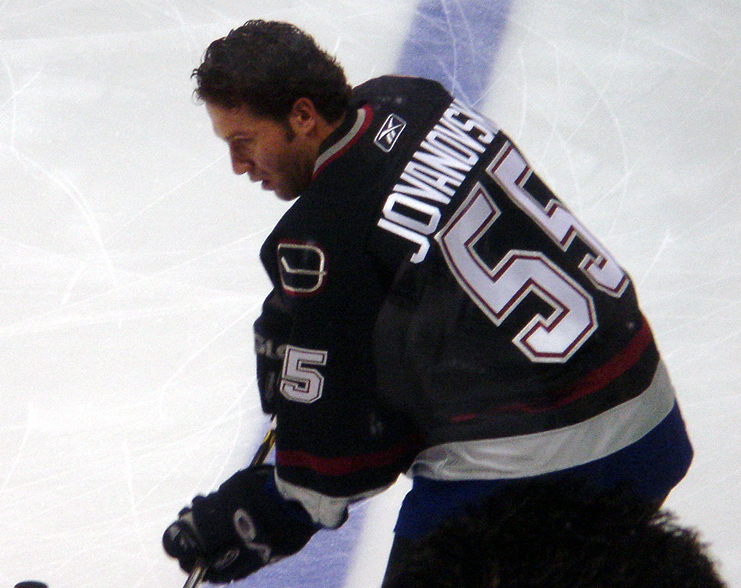
Едвард "Ед" Джовановскі, гравець НХЛ.
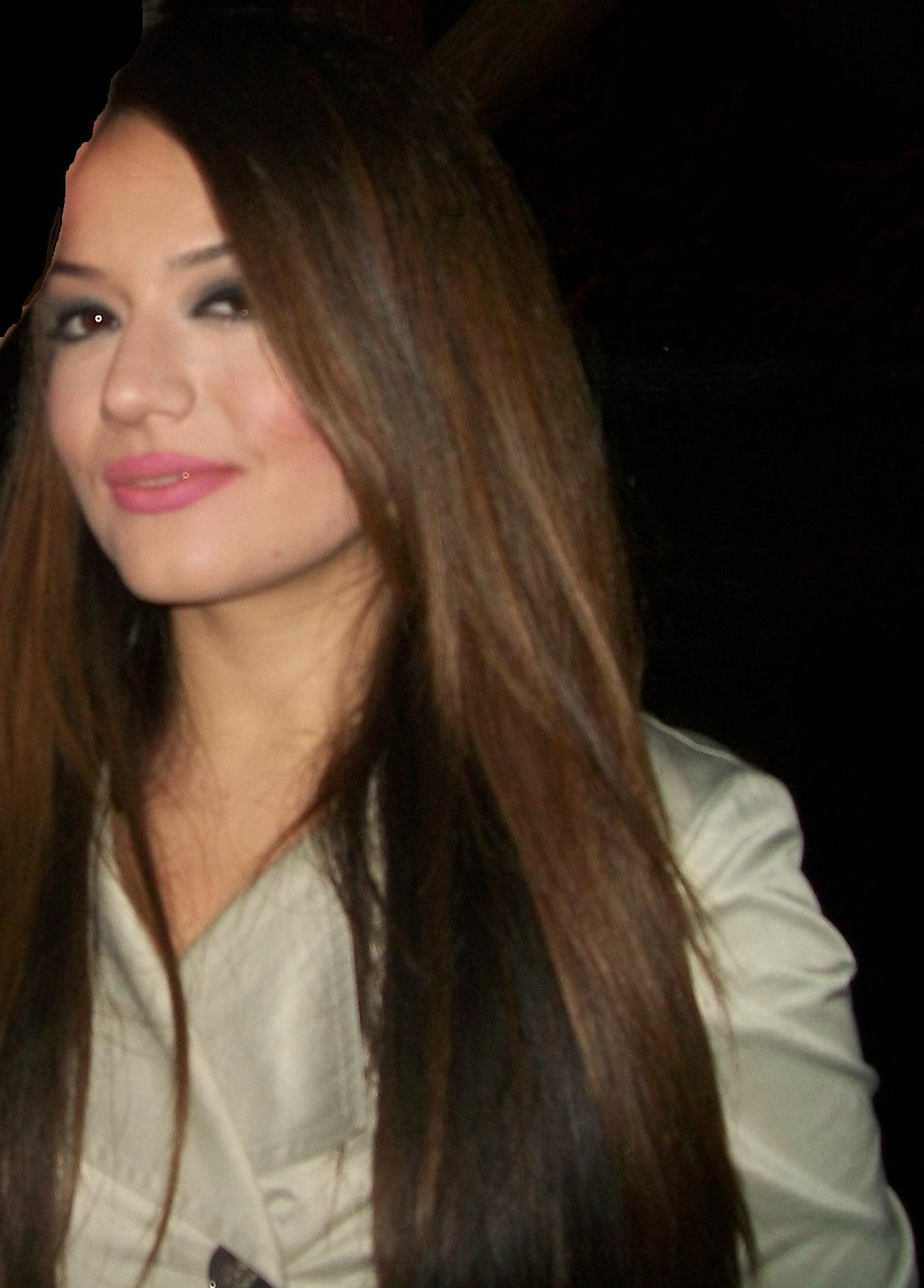
Елена Рістеска, співачка і автор пісень.
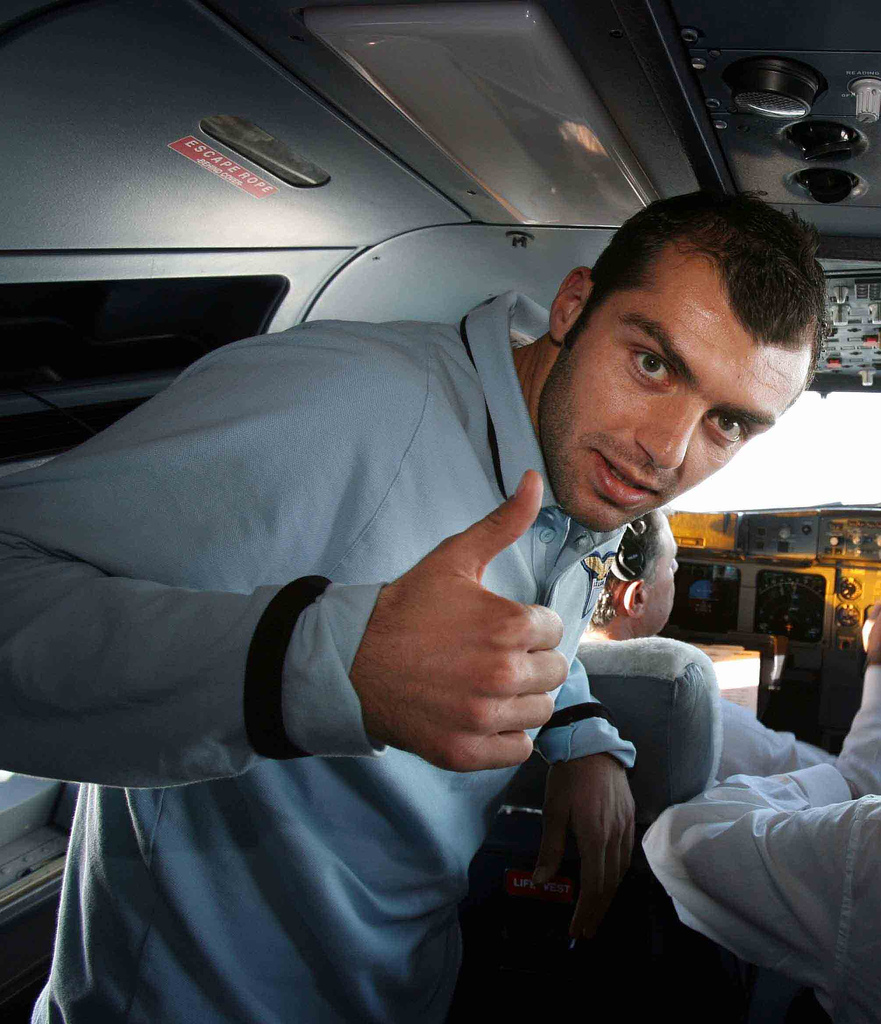
Горан Пандев, футболіст.
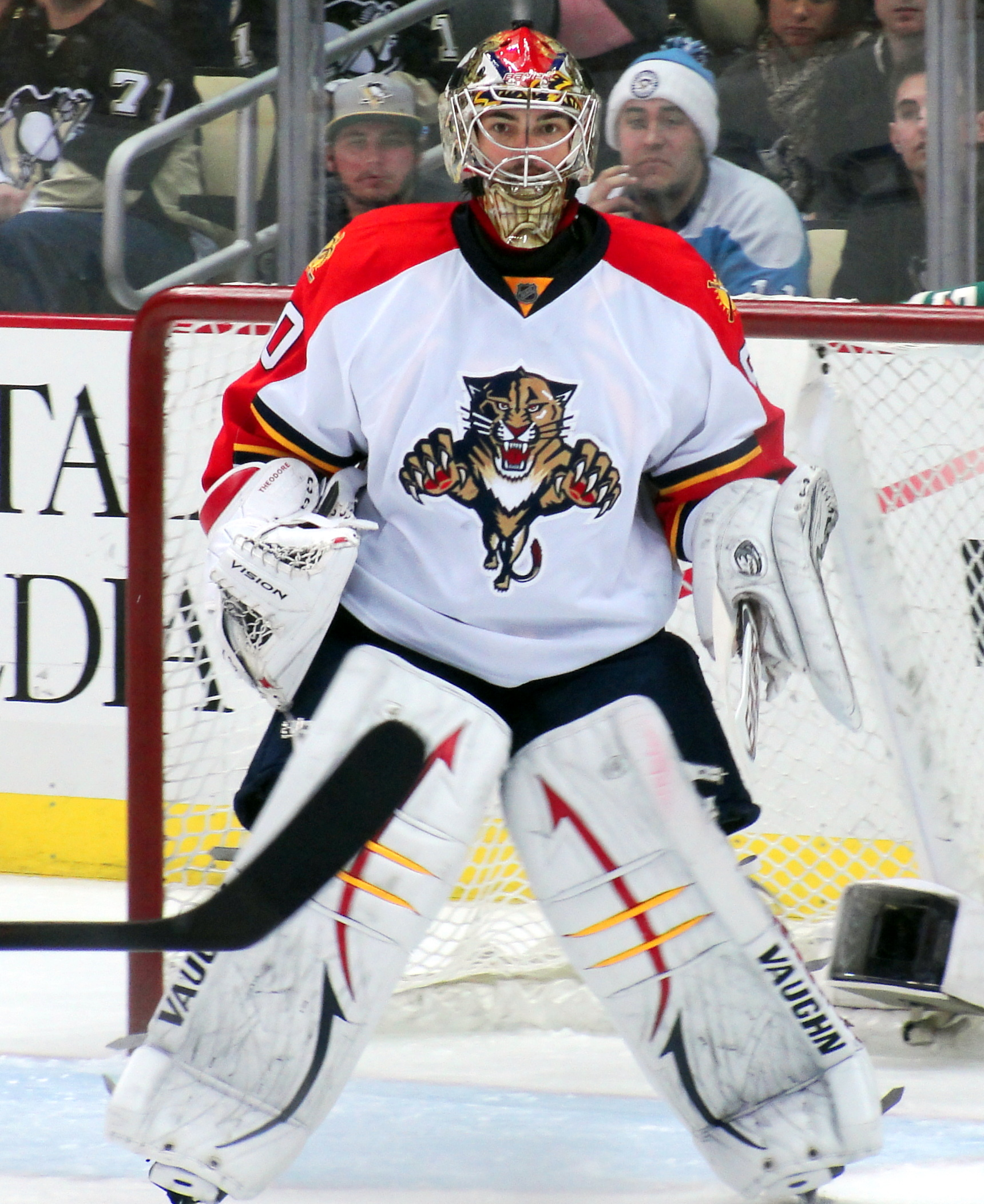
Жозе Теодор, гравець НХЛ.
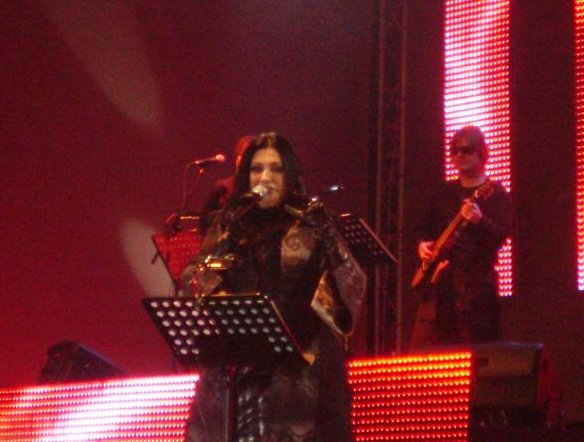
Каліопі, співачка і автор пісень.
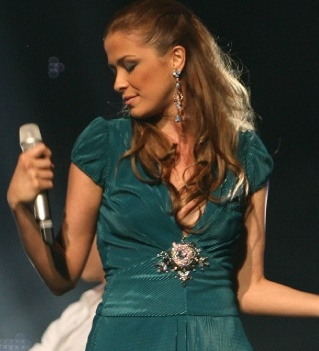
Кароліна Гочева, співачка.
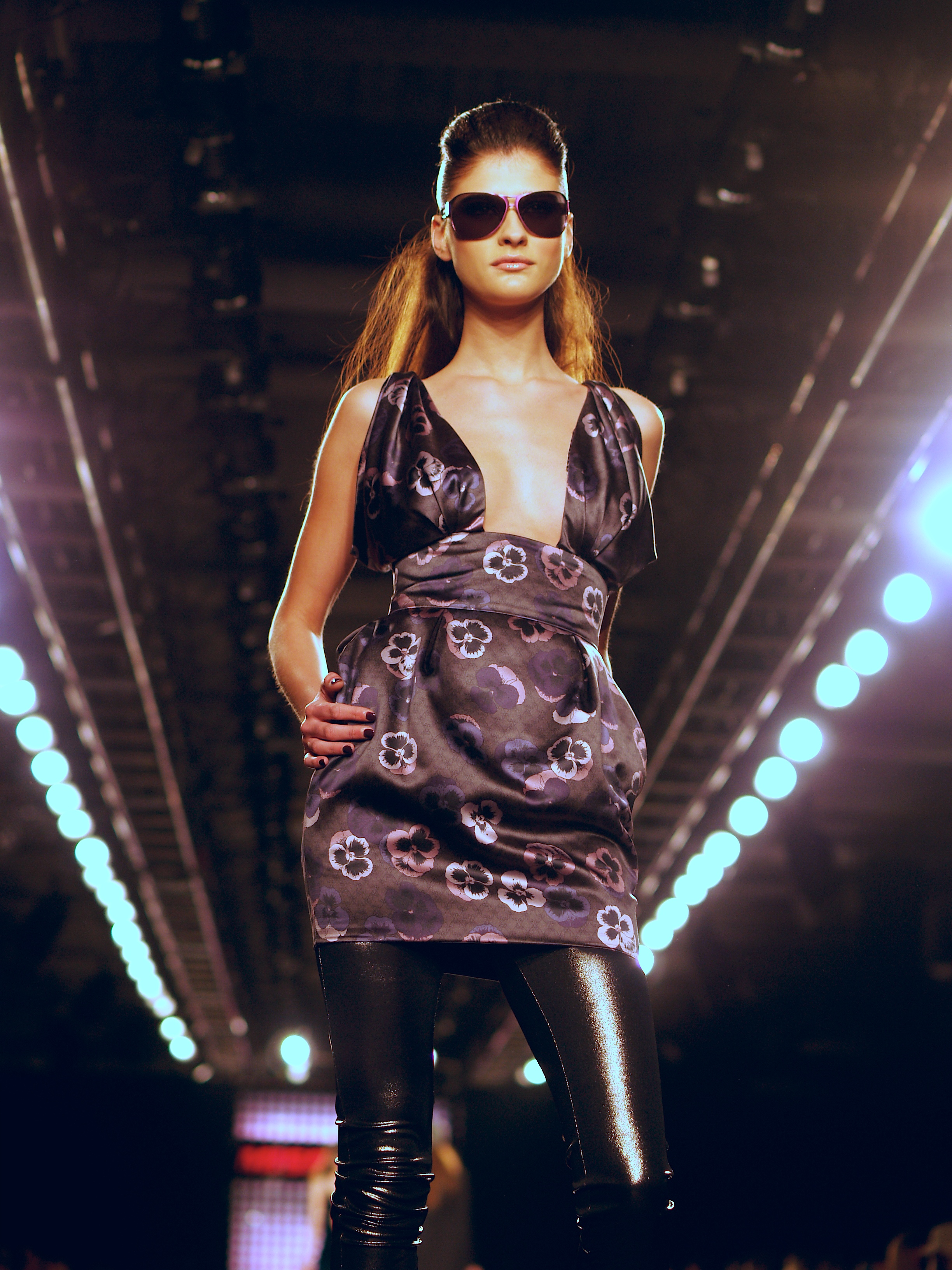
Катаріна Івановска, модель і актриса.
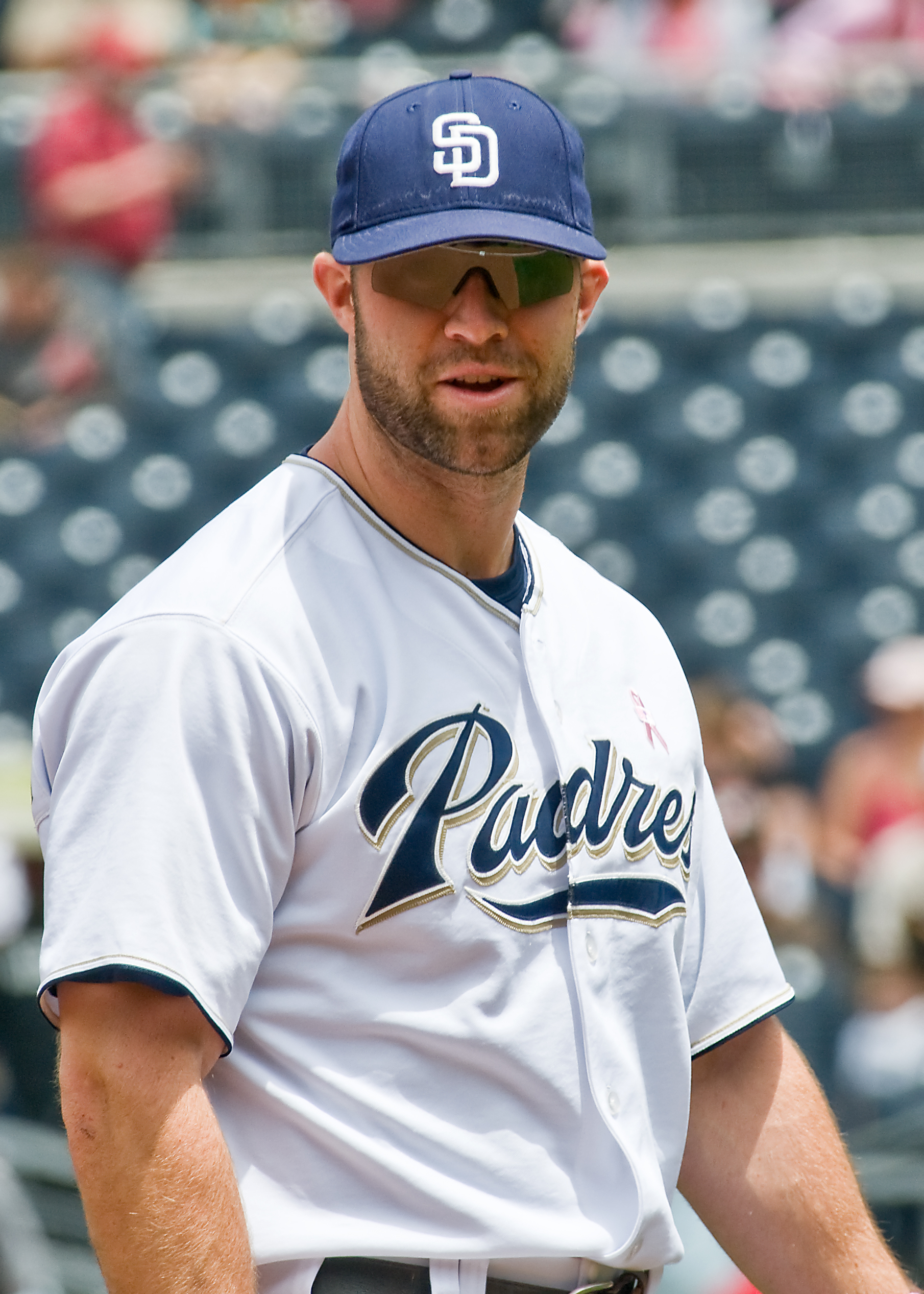
Кевін Кузманов, гравець ГБЛ.
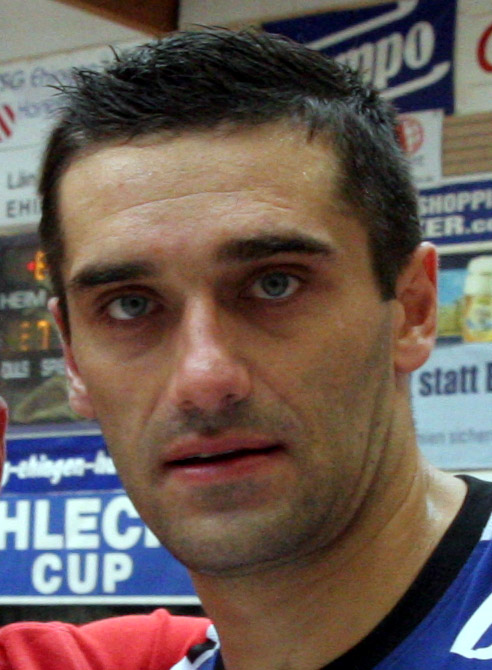
Кіріл Лазаров, гандболіст.
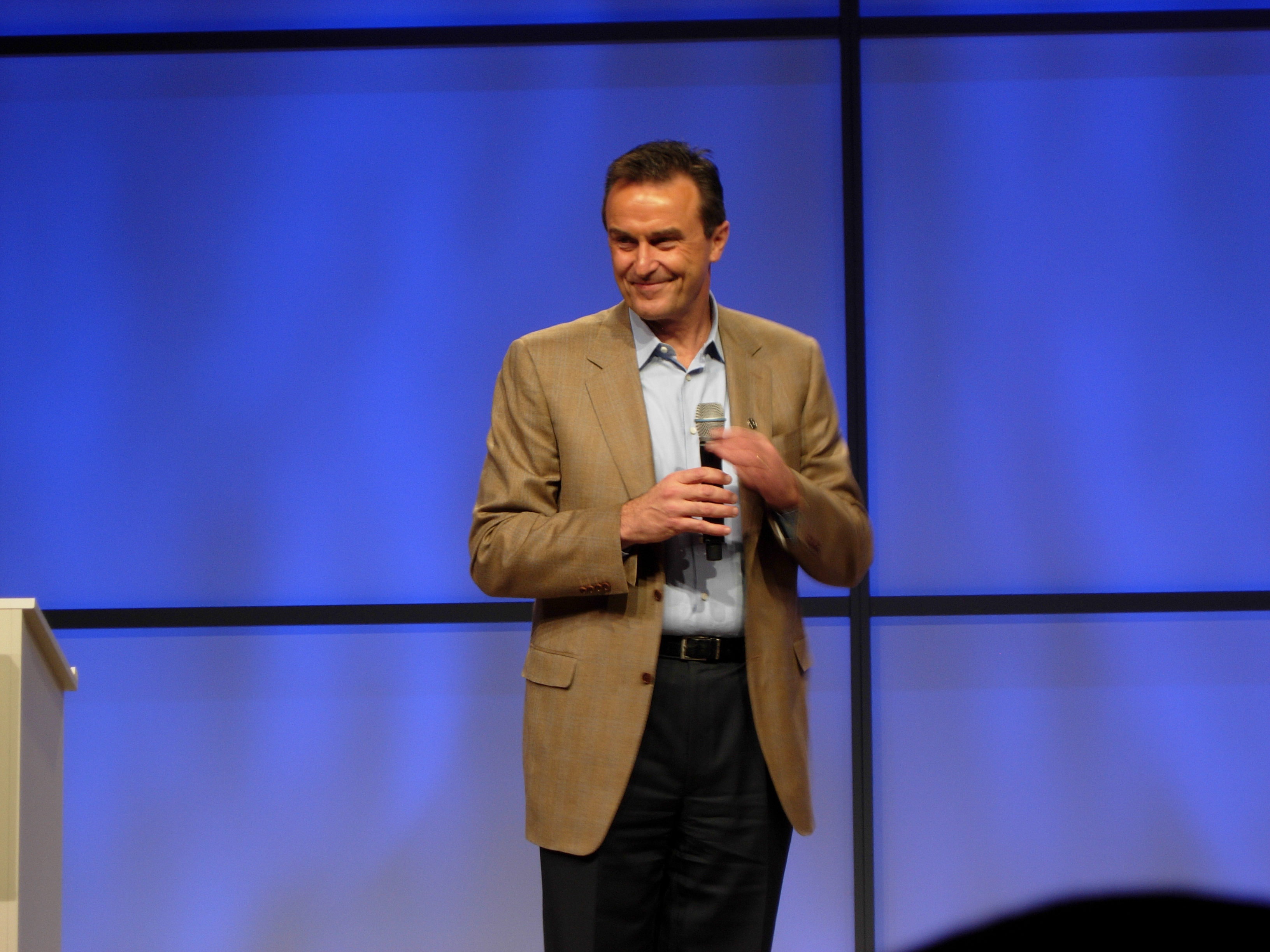
Майк Зафіровскі, ГВД компанії Nortel Networks і Ради Директорів компанії Боїнг.
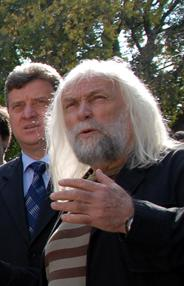
Паско Кузман, археолог.
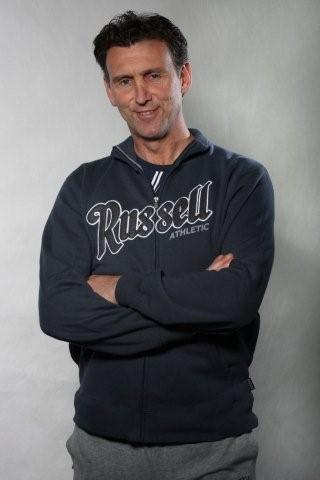
Петер Даікос, гравець в австралійський футбол.
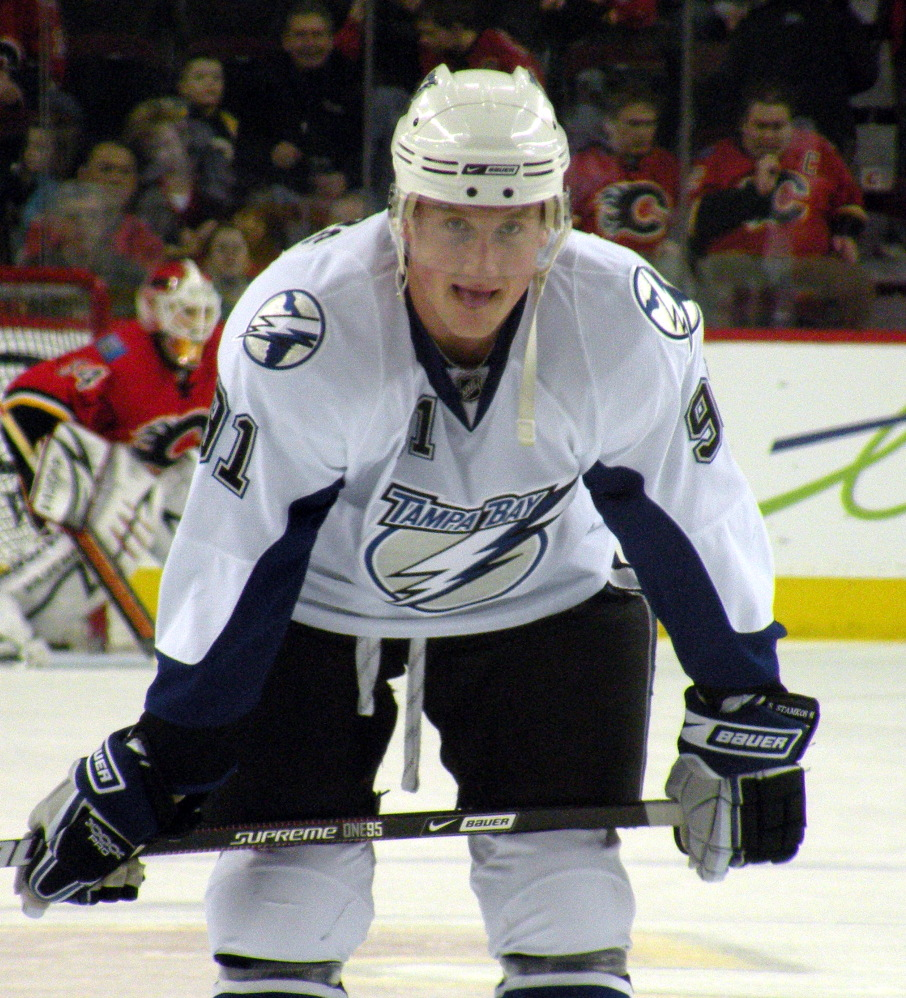
Стівен Стемкос, гравець НХЛ.
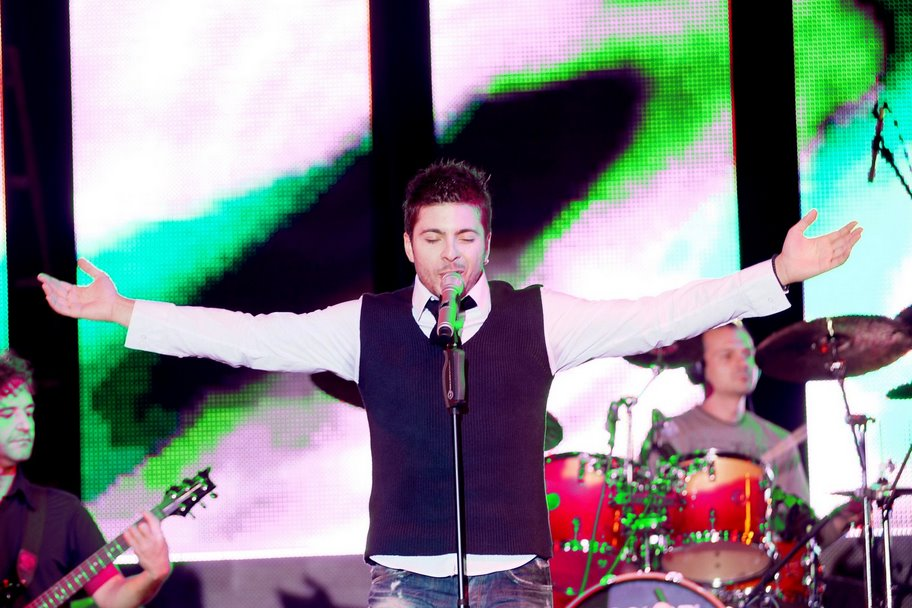
Тоше Проескі, співак і громадський діяч.